# Bóng rổ tại Đại hội Thể thao Đông Nam Á 1989
Bóng rổ tại Đại hội Thể thao Đông Nam Á năm 1989 được tổ chức từ ngày 21 đến 25 tháng 8 năm 1989 tại Stadium Negara, Kuala Lumpur, Malaysia. Cả hai nội dung nam và nữ đều thi đấu theo thể thức vòng tròn một lượt, đội có thành tích tốt nhất giành huy chương vàng, đội đứng thứ hai nhận bạc, và đội thứ ba nhận đồng.
Ở nội dung thi đấu của nam, Malaysia bất bại trong 4 trận và giành huy chương vàng, trong khi Philippines xếp thứ hai với huy chương bạc và Thái Lan giành huy chương đồng. Đó là lần đầu tiên đội nam Malaysia đánh bại Philippines, kết thúc chuỗi thống trị của đội bóng rổ Philippines kể từ năm 1977. Đây cũng là huy chương vàng thứ hai của Malaysia kể từ lần đầu tiên vào năm 1979.
Ở nội dung thi đấu của nữ, Thái Lan giành huy chương vàng sau khi cũng thi đấu vòng tròn và kết thúc với thành tích tốt nhất, Malaysia xếp thứ hai nhận huy chương bạc, còn Indonesia về thứ ba nhận huy chương đồng. Thái Lan đã giành chức vô địch đầu tiên trong lịch sử, chấm dứt chuỗi sáu lần liên tiếp lên ngôi vô địch của đội chủ nhà Malaysia.

## Thể thức thi đấu
Đối với cả nội dung nam và nữ, giải đấu được tổ chức theo thể thức vòng tròn một lượt, trong đó đội đứng đầu bảng xếp hạng sau khi kết thúc vòng đấu sẽ giành huy chương vàng, hai đội xếp tiếp theo lần lượt nhận huy chương bạc và huy chương đồng.

## Giải đấu nam

### Quốc gia tham dự
- Indonesia
- Malaysia
- Philippines
- Singapore
- Thái Lan

### Kết quả
| VT | Đội          | ST | T | B | ĐT  | ĐB  | HS  | Đ | Kết quả chung cuộc |
| -- | ------------ | -- | - | - | --- | --- | --- | - | ------------------ |
| 1  | Malaysia (H) | 4  | 4 | 0 | 430 | 352 | +78 | 8 | Huy chương vàng    |
| 2  | Philippines  | 4  | 3 | 1 | 400 | 339 | +61 | 7 | Huy chương bạc     |
| 3  | Thái Lan     | 4  | 2 | 2 | 345 | 358 | −13 | 6 | Huy chương đồng    |
| 4  | Singapore    | 4  | 1 | 3 | 334 | 389 | −55 | 5 |                    |
| 5  | Indonesia    | 4  | 0 | 4 | 267 | 338 | −71 | 4 |                    |

| 21 tháng 8 năm 1989 14:00 |  | Malaysia | 106–93 | Singapore |  | Stadium Negara, Kuala Lumpur |

| 21 tháng 8 năm 1989 20:15 |                              | Thái Lan | 93–97 | Philippines |  | Stadium Negara, Kuala Lumpur |
| 21 tháng 8 năm 1989 20:15 | Điểm giữa hiệp: 44–43, 49–54 |          |       |             |  | Stadium Negara, Kuala Lumpur |

| 22 tháng 8 năm 1989 15:45 |  | Indonesia | 60–64 | Thái Lan |  | Stadium Negara, Kuala Lumpur |

| 22 tháng 8 năm 1989 20:15 |                              | Malaysia | 107–99 | Philippines |  | Stadium Negara, Kuala Lumpur |
| 22 tháng 8 năm 1989 20:15 | Điểm giữa hiệp: 57–44, 50–55 |          |        |             |  | Stadium Negara, Kuala Lumpur |

| 23 tháng 8 năm 1989 15:45 |                              | Indonesia | 65–91 | Philippines |  | Stadium Negara, Kuala Lumpur |
| 23 tháng 8 năm 1989 15:45 | Điểm giữa hiệp: 32–54, 33–37 |           |       |             |  | Stadium Negara, Kuala Lumpur |

| 23 tháng 8 năm 1989 20:15 |  | Singapore | 97–102 | Thái Lan |  | Stadium Negara, Kuala Lumpur |

| 24 tháng 8 năm 1989 15:45 |  | Singapore | 70–68 | Indonesia |  | Stadium Negara, Kuala Lumpur |

| 24 tháng 8 năm 1989 20:15 |  | Malaysia | 104–86 | Thái Lan |  | Stadium Negara, Kuala Lumpur |

| 25 tháng 8 năm 1989 15:45 |  | Philippines | 113–74 | Singapore |  | Stadium Negara, Kuala Lumpur |

| 25 tháng 8 năm 1989 20:15 |  | Malaysia | 113–74 | Indonesia |  | Stadium Negara, Kuala Lumpur |

## Giải đấu nữ

### Quốc gia tham dự
- Indonesia
- Malaysia
- Myanmar
- Philippines
- Thái Lan

### Kết quả
| VT | Đội          | ST | T | B | ĐT  | ĐB  | HS   | Đ | Kết quả chung cuộc |
| -- | ------------ | -- | - | - | --- | --- | ---- | - | ------------------ |
| 1  | Thái Lan     | 4  | 4 | 0 | 365 | 221 | +144 | 8 | Huy chương vàng    |
| 2  | Malaysia (H) | 4  | 3 | 1 | 267 | 187 | +80  | 7 | Huy chương bạc     |
| 3  | Indonesia    | 4  | 2 | 2 | 225 | 237 | −12  | 6 | Huy chương đồng    |
| 4  | Philippines  | 4  | 1 | 3 | 144 | 186 | −42  | 5 |                    |
| 5  | Myanmar      | 4  | 0 | 4 | 193 | 363 | −170 | 4 |                    |

| 21 tháng 8 năm 1989 15:45 |  | Thái Lan | 120–45 | Myanmar |  | Stadium Negara, Kuala Lumpur |

| 21 tháng 8 năm 1989 18:30 |  | Malaysia | 69–49 | Indonesia |  | Stadium Negara, Kuala Lumpur |

| 22 tháng 8 năm 1989 14:00 |  | Indonesia | 77–52 | Myanmar |  | Stadium Negara, Kuala Lumpur |

| 22 tháng 8 năm 1989 18:30 |  | Philippines | 42–72 | Thái Lan |  | Stadium Negara, Kuala Lumpur |

| 23 tháng 8 năm 1989 14:00 |  | Myanmar | 54–63 | Philippines |  | Stadium Negara, Kuala Lumpur |

| 23 tháng 8 năm 1989 18:30 |  | Malaysia | 95–96 | Thái Lan |  | Stadium Negara, Kuala Lumpur |

| 24 tháng 8 năm 1989 14:00 |  | Indonesia | 60–39 | Philippines |  | Stadium Negara, Kuala Lumpur |

| 24 tháng 8 năm 1989 18:30 |  | Malaysia | 103–42 | Myanmar |  | Stadium Negara, Kuala Lumpur |

| 25 tháng 8 năm 1989 14:00 |  | Indonesia | 39–77 | Thái Lan |  | Stadium Negara, Kuala Lumpur |

| 25 tháng 8 năm 1989 18:30 |  | Malaysia | W–L | Philippines |  | Stadium Negara, Kuala Lumpur |